# لیو ژائووو
لیو ژائووو (انگلیسی: Liu Zhaowu؛ زادهٔ ۱۲ اکتبر ۱۹۸۸) کماندار اهل چین است.
وی در مسابقات کشوری و بین‌المللی در مجموع برندهٔ ۱ مدال طلا شده‌است.